# Corcelles-en-Beaujolais
Corcelles-en-Beaujolais település Franciaországban, Rhône megyében. Lakosainak száma 993 fő (2022. január 1.). Corcelles-en-Beaujolais Lancié, Villié-Morgon, Dracé és Belleville-en-Beaujolais községekkel határos.

## Népesség
A település népességének változása:
| Lakosok száma | 883  | 911  | 943  | 942  | 954  | 965  | 977  | 984  | 993  |
|               | 2013 | 2015 | 2016 | 2017 | 2018 | 2019 | 2020 | 2021 | 2022 |